# Nuculana yokoyamai
Nuculana yokoyamai is een tweekleppigensoort uit de familie van de Nuculanidae. De wetenschappelijke naam van de soort is voor het eerst geldig gepubliceerd in 1934 door Kuroda.